# Sodalit

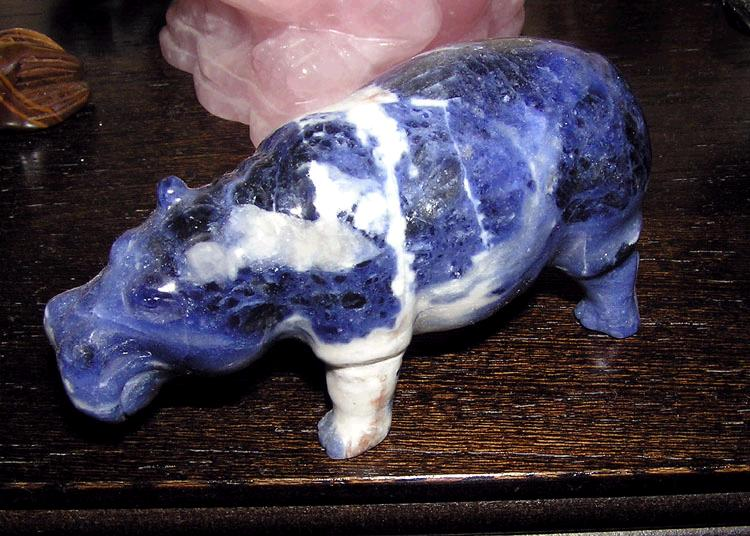
Figurka hipopotama z sodalitu

Sodalit (kamień niebieski) – minerał z gromady krzemianów, zaliczany do skaleniowców. Należy do  minerałów rzadkich, rozpowszechnionych tylko w niektórych rejonach Ziemi.
Nazwa pochodzi od „soda”, nawiązuje do sodu, ważnego składnika tego minerału oraz gr. lithos = kamień, skała.

## Charakterystyka

### Właściwości
Rzadko tworzy kryształy, najczęściej izometryczne o pokroju słupkowym, często występują zbliźniaczenia. Jest kruchy, nieprzezroczysty, z widocznymi i nieregularnymi żyłkami i plamami. Wystawiony na działanie światła blednie – staje się biały lub bezbarwny.
Występuje w skupieniach zbitych, ziarnistych czasami w formie odosobnionych, nieforemnych ziaren. Syntetyczny sodalit znany jest od 1975 r.
Istnieje możliwość pomylenia z azurytem, lapis lazuli, lazulitem, dumortierytem, lazurytem.

### Występowanie
Występuje w skałach magmowych np. fonolitach oraz w sjenitach i trachitach. Jest składnikiem metasomatycznie zmienionych wapieni i innych skał osadowych. Współwystępuje z nefelinem, leucytem, tytanitem.
Miejsca występowania: największe jego zasoby znajdują się w USA, Brazylii, Birmie, Indiach, Kanadzie, Namibii, Tadżykistanie, Rosji, Portugalii, Niemczech, Grenlandii, Rumunii, Włoszech i Boliwii.

### Zastosowanie
- jest stosowany głównie jako kamień ozdobny, szczególnie jego forma granatowa,
- ceniony kamień kolekcjonerski,
- jest stosowany w jubilerstwie,
- stanowi materiał rzeźbiarski, dekoracyjny, okładzinowy,
- służy do wyrobu galanterii ozdobnej.